# Templo etrusco

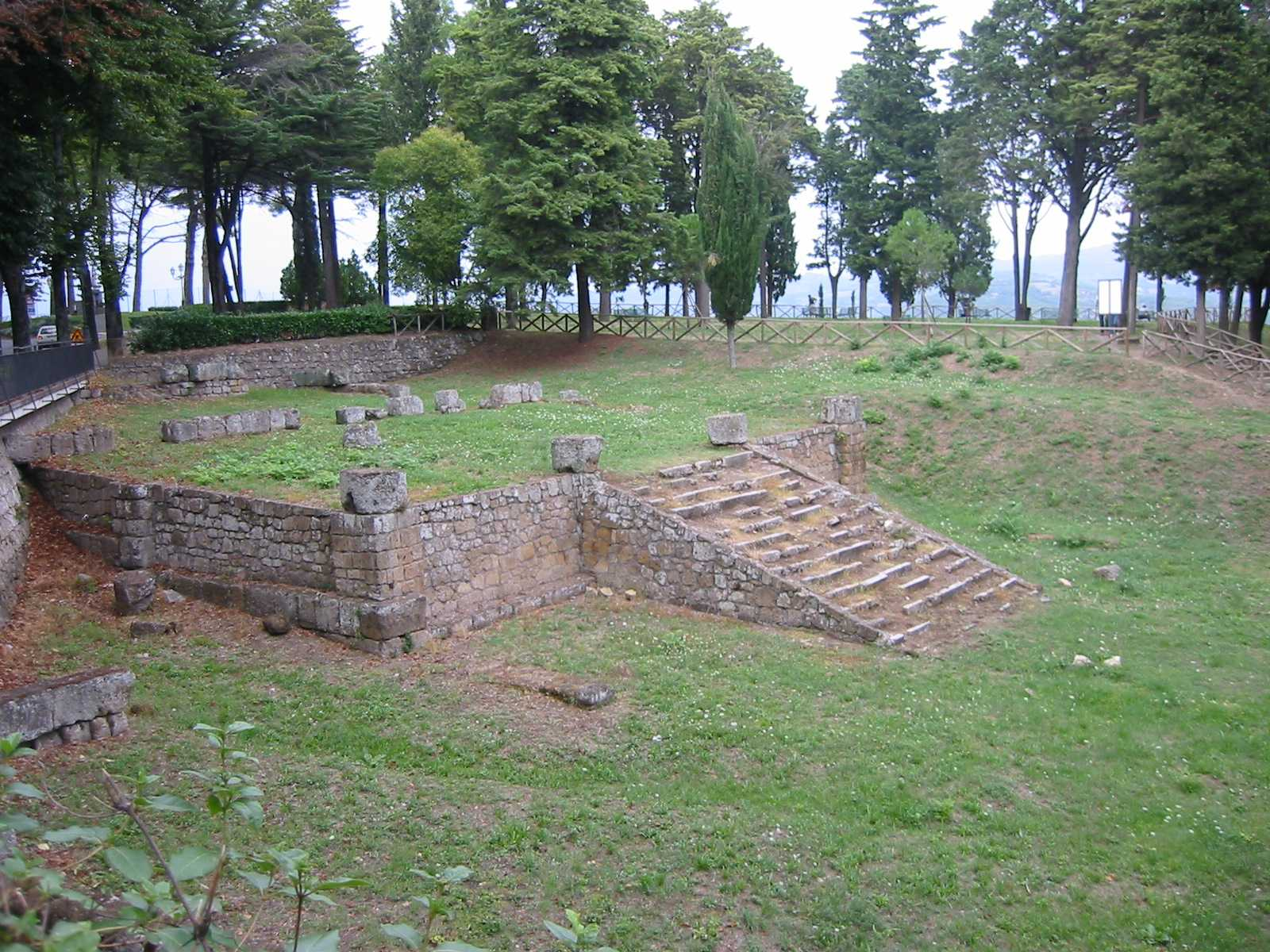
Templo etrusco de Belvedere, en Orvieto.

El templo etrusco, era un lugar de culto a los dioses en la antigua Etruria. A través de los años fue modificando su estructura que en su origen era fabricado de madera y barro cocido en su exterior.

## Arquitectura

Caballos alados etruscos, realizados en terracota. Decoraban la fachada del templo de Ara della Regina, en Tarquinia. Actualmente se encuentran en el Museo Nazionale Tarquinese.

Dado que se construían con materiales perecederos, han llegado hasta la época moderna pocos testimonios de los templos etruscos. Las informaciones que se tienen de ellos provienen de los textos de Vitruvio, que los clasificaba bajo un nuevo orden, el toscano. Sólo a través de documentos de la época romana, pues, puede intentar reconstruirse el modo en que se hacían. Los templos etruscos estaban situados fuera de las ciudades, en lugares elevados.
Los templos eran grandes edificios casi cuadrados. Se alzaban sobre un basamento o podio de piedra. Estaban destinados a no verse más que de frente, único lugar por el que se accedía, a través de una escalinata, en lugar de mediante un crepidoma perimetral. 
La superficie del templo se dividía en dos zonas:
- El pórtico in antis con columnas; es la parte antecedente o pronao, con ocho columnas dispuestas en dos filas de cuatro. A veces había columnas en los laterales de la cella pero en ningún caso en su parte trasera.
- La parte posterior, con una cella, que en algunas ocasiones se hace triple, recordando la creencia en una tríada de dioses, dedicándose cada cella a una divinidad en particular.

La estructura era adintelada. La cubrición a doble vertiente, es única para las tres cellas, pese a que la central es más ancha, diferenciándose del griego por la falta de krepis, la ausencia de proporciones, la triple cella y la falta del pórtico trasero. 
Frecuentemente, los templos estuvieron recubiertos de placas de terracota. Tanto la techumbre como el frontón se decoraban con policromía. Un ejemplo de decoración es la cabeza de Gorgona en el templo de Portonaccio en Veyes, actualmente conservado en Villa Giulia (Roma). A veces se colocaba sobre la techumbre grandes estatuas de bulto redondo, también pintadas.
A diferencia de los templos griegos y egipcios, que fueron cambiando con la evolución de la civilización que los originó, los templos etruscos permanecieron sustancialmente siempre iguales a lo largo de los siglos, quizá a causa del hecho de que en la mentalidad etrusca no eran la morada terrena de la divinidad, sino un lugar en el que reunirse para rezar a los dioses y confiar en que éstos escuchen.
Era frecuente llevar ofrendas a los templos, consistentes en general en estatuillas votivas en terracota o bronce, o bien animales para el sacrificio, como corderos o cabras.

## Templos
- Templo de Júpiter Capitolino